# Brian Grant (cestista)
Brian Wade Grant (Columbus, 5 marzo 1972) è un ex cestista statunitense, professionista nella NBA.

## Carriera
È stato selezionato dai Sacramento Kings al primo giro del Draft NBA 1994 (8ª scelta assoluta).
Buon rimbalzista e discreto realizzatore, ha giocato come ala grande e centro per 5 squadre in 12 anni di carriera nella NBA. Ha militato nei Sacramento Kings, Portland Trail Blazers, Miami Heat, Los Angeles Lakers e Phoenix Suns.
Nel novembre 2008 gli è stata diagnosticato un principio di morbo di Parkinson. Sta raccogliendo fondi attraverso un'associazione da lui fondata per la lotta contro il Parkinson.

## Statistiche

### College
| Anno      | Squadra           | PG  | PT | MP   | TC%  | 3P%  | TL%  | RP  | AP  | PRP | SP  | PP   |
| --------- | ----------------- | --- | -- | ---- | ---- | ---- | ---- | --- | --- | --- | --- | ---- |
| 1990-1991 | Xavier Musketeers | 32  | -  | 29,1 | 57,2 | -    | 69,4 | 8,5 | 0,6 | 0,9 | 0,8 | 11,6 |
| 1991-1992 | Xavier Musketeers | 26  | -  | 28,0 | 57,6 | -    | 58,3 | 9,1 | 0,9 | 0,7 | 1,0 | 11,8 |
| 1992-1993 | Xavier Musketeers | 30  | 27 | 31,5 | 65,4 | -    | 69,2 | 9,4 | 1,5 | 0,8 | 1,0 | 18,5 |
| 1993-1994 | Xavier Musketeers | 29  | -  | 30,8 | 55,9 | 33,3 | 71,3 | 9,9 | 1,6 | 0,9 | 1,6 | 16,7 |
| Carriera  | Carriera          | 117 | 27 | 29,9 | 59,4 | 33,3 | 67,6 | 9,2 | 1,2 | 0,8 | 1,1 | 14,7 |

### NBA

#### Regular Season
| Anno      | Squadra             | PG  | PT  | MP   | TC%  | 3P%  | TL%  | RP   | AP  | PRP | SP  | PP   |
| --------- | ------------------- | --- | --- | ---- | ---- | ---- | ---- | ---- | --- | --- | --- | ---- |
| 1994-1995 | Sacramento Kings    | 80  | 59  | 28,6 | 51,1 | 25,0 | 63,6 | 7,5  | 1,2 | 0,6 | 1,5 | 13,2 |
| 1995-1996 | Sacramento Kings    | 78  | 75  | 30,7 | 50,7 | 23,5 | 73,2 | 7,0  | 1,6 | 0,5 | 1,3 | 14,4 |
| 1996-1997 | Sacramento Kings    | 24  | 15  | 25,3 | 44,0 | -    | 77,8 | 5,9  | 1,2 | 0,8 | 1,0 | 10,5 |
| 1997-1998 | Portland T. Blazers | 61  | 49  | 31,5 | 50,8 | 0,0  | 75,0 | 9,1  | 1,4 | 0,7 | 0,7 | 12,1 |
| 1998-1999 | Portland T. Blazers | 48  | 46  | 31,8 | 47,9 | -    | 81,4 | 9,8  | 1,4 | 0,4 | 0,7 | 11,5 |
| 1999-2000 | Portland T. Blazers | 63  | 14  | 21,0 | 49,1 | 50,0 | 67,5 | 5,5  | 1,0 | 0,5 | 0,4 | 7,3  |
| 2000-2001 | Miami Heat          | 82  | 79  | 33,8 | 47,9 | 0,0  | 79,7 | 8,8  | 1,2 | 0,7 | 0,9 | 15,2 |
| 2001-2002 | Miami Heat          | 72  | 72  | 31,3 | 46,9 | 0,0  | 84,9 | 8,0  | 1,9 | 0,7 | 0,4 | 9,3  |
| 2002-2003 | Miami Heat          | 82  | 82  | 32,2 | 50,9 | -    | 77,1 | 10,2 | 1,3 | 0,8 | 0,6 | 10,3 |
| 2003-2004 | Miami Heat          | 76  | 76  | 30,3 | 47,1 | 0,0  | 78,2 | 6,9  | 0,9 | 0,7 | 0,5 | 8,7  |
| 2004-2005 | L.A. Lakers         | 69  | 8   | 16,5 | 49,3 | -    | 72,2 | 3,7  | 0,5 | 0,3 | 0,3 | 3,8  |
| 2005-2006 | Phoenix Suns        | 21  | 2   | 11,8 | 41,5 | -    | 87,5 | 2,7  | 0,3 | 0,2 | 0,1 | 2,9  |
| Carriera  | Carriera            | 756 | 577 | 28,3 | 49,0 | 21,4 | 74,6 | 7,4  | 1,2 | 0,6 | 0,7 | 10,5 |

#### Playoffs
| Anno     | Squadra             | PG | PT | MP   | TC%  | 3P% | TL%  | RP   | AP  | PRP | SP  | PP   |
| -------- | ------------------- | -- | -- | ---- | ---- | --- | ---- | ---- | --- | --- | --- | ---- |
| 1996     | Sacramento Kings    | 4  | 4  | 31,0 | 38,1 | -   | 50,0 | 5,0  | 1,0 | 0,5 | 1,8 | 9,8  |
| 1998     | Portland T. Blazers | 4  | 4  | 33,8 | 52,8 | -   | 83,3 | 10,8 | 1,5 | 1,0 | 0,8 | 13,3 |
| 1999     | Portland T. Blazers | 13 | 13 | 37,1 | 52,9 | -   | 62,5 | 9,2  | 1,1 | 0,8 | 1,2 | 13,2 |
| 2000     | Portland T. Blazers | 16 | 0  | 20,0 | 44,6 | -   | 74,4 | 5,8  | 0,5 | 0,4 | 0,4 | 5,4  |
| 2001     | Miami Heat          | 3  | 0  | 28,0 | 41,7 | -   | 71,4 | 8,0  | 0,3 | 0,0 | 1,7 | 10,0 |
| 2004     | Miami Heat          | 13 | 13 | 30,7 | 42,9 | 0,0 | 57,1 | 8,6  | 0,8 | 0,5 | 0,6 | 7,1  |
| 2006     | Phoenix Suns        | 5  | 0  | 2,4  | 33,3 | -   | 0,0  | 0,4  | 0,0 | 0,0 | 0,0 | 0,4  |
| Carriera | Carriera            | 58 | 34 | 26,8 | 46,5 | 0,0 | 65,9 | 7,1  | 0,7 | 0,5 | 0,8 | 8,2  |

## Palmarès
- NBA All-Rookie First Team (1995)

## Vita privata
Grant è cugino dell'ex giocatore della NFL Ahmed Plummer.